# 19364 Semafor
19364 Semafor (1997 SM1) là một tiểu hành tinh vành đai chính được phát hiện ngày 21 tháng 9 năm 1997 bởi Lenka Šarounová ở Đài thiên văn Ondřejov.